# くりぃむナンタラ
『くりぃむナンタラ』は、テレビ朝日系列で2021年10月17日より放送されているバラエティ番組であり、くりぃむしちゅーの冠番組。

## 概要
2021年9月まで火曜深夜に放送されていた『にゅーくりぃむ』を枠移動した後継番組で、2004年からスタートした「くりぃむシリーズ」の第9弾。
くりぃむシリーズがプライム帯で全国放送されるのは2008年に『くりぃむナントカ』が水曜19時台に放送されて以来13年ぶり。
上田は同年9月まで出演していた『おしゃれイズム』（日本テレビ系列）が終了し、他局の同日同時間帯への起用となった。
2022年4月改編で同月から放送時間を30分拡大し、毎週日曜日の21:55 - 22:55の1時間に変更。
2023年4月改編で日曜22時台にて朝日放送テレビ（ABC）制作の連続ドラマ枠が新設されたため、本番組は『スーパーバラバラ大作戦』の水曜第2部（23時45分 - 翌0時15分）に放送枠を移動することとなり、放送時間が再び30分に短縮された
。
2025年4月改編で水曜23時台にアニメ枠『IMAnimation W』が新設されることに伴い、本番組は月曜23時45分 - 翌0時15分の30分枠に移動した。

## 出演者
レギュラー（司会）
- くりぃむしちゅー（上田晋也・有田哲平）

テロップの色は上田が青、有田が緑。
基本的に有田が進行を務めるが、一部の企画では、上田や企画に関連したゲストが進行を務める。2023年4月の枠移動後は、鈴木新彩(テレビ朝日アナウンサー)が進行アシスタントとして出演することが多い。

## 放送リスト

### 日曜 21:55 - 22:25 時代
| # | 放送日   | 放送内容                                       | ゲスト                                                                                         | その他出演者 | 備考                           |
| - | -------- | ---------------------------------------------- | ---------------------------------------------------------------------------------------------- | --- | ------------------------------ |
| 1 | 10月17日 | ミラクル9で人間インストール                    | 目黒蓮（Snow Man） ウルフ・アロン 高橋茂雄（サバンナ） カズレーザー（メイプル超合金） 日髙大介 | おいでやす小田 斎藤司（トレンディエンジェル） アインシュタイン 大家志津香（AKB48） 渡邉美穂（日向坂46） 吉村崇（平成ノブシコブシ） 宮崎美子 真壁刀義 青木源太 佐久間大介（Snow Man） 弘中綾香（テレビ朝日アナウンサー） | 初回1時間SP （21:55 - 22:55）  |
| 2 | 10月24日 | ウエダくんには騙されない♥                      | 梅澤美波（乃木坂46） 長谷川雅紀（錦鯉） 平子祐希（アルコ&ピース）                              | クロちゃん（安田大サーカス） ゆな みりちゃむ 海老野心 | 30分繰り下げ （22:25 - 22:55） |
| 3 | 11月14日 | ザ・マミィ酒井にバレずにどこまでできるか選手権 | 酒井貴士（ザ・マミィ） 大久保佳代子（オアシズ） 朝日奈央                                       | |                                |
| 4 | 11月21日 | 型を破りたい相方たち                           | ぺこぱ インディアンス トム・ブラウン 髙橋ひかる                                                | ラストアイドル |                                |
| 5 | 11月28日 | ミニスカート陸上2021                           | 尾形貴弘（パンサー） 岡部大（ハナコ） 田中樹（SixTONES）                                       | |                                |
| 6 | 12月19日 | 次の審査員は俺だ-1グランプリ                   | 山里亮太（南海キャンディーズ） 春日俊彰（オードリー） 鈴木もぐら（空気階段）                   | ウエストランド おれとオカン 岩ちゃん トム・ブラウン 弘中綾香（テレビ朝日アナウンサー） | 15分繰り下げ （22:10 - 22:40） |
| 7 | 12月26日 | ミニスカート陸上2021 最終競技                  | 尾形貴弘（パンサー） 岡部大（ハナコ） 田中樹（SixTONES）                                       | | 65分繰り下げ （23:00 - 23:30） |
| 7 | 12月26日 | 次の審査員は俺だ-1グランプリ 未公開シーン      | 山里亮太（南海キャンディーズ） 春日俊彰（オードリー） 鈴木もぐら（空気階段）                   | X-GUN 弘中綾香（テレビ朝日アナウンサー） | 65分繰り下げ （23:00 - 23:30） |

| #  | 放送日  | 放送内容                                           | ゲスト | その他出演者                 | 備考 |
| -- | ------- | -------------------------------------------------- | --- | ---------------------------- | ---- |
| 8  | 1月16日 | 好感度爆上げエピソード食いつかせ王                 | 空気階段 友近 村上（マヂカルラブリー） |                              |      |
| 9  | 1月23日 | 境界線大喜利                                       | 三四郎 ラランド | 藤木直人                     |      |
| 10 | 1月30日 | 裸の王様度チェック                                 | 見取り図 瀬下豊（天竺鼠） 長谷川忍（シソンヌ） 和田まんじゅう（ネルソンズ） 平井まさあき（男性ブランコ）                                                                       |                              |      |
| 11 | 2月6日  | クイズ!そっくりフェイス                            | 見取り図 オカリナ（おかずクラブ） 草薙航基（宮下草薙） 渋谷凪咲（NMB48） |                              |      |
| 12 | 2月13日 | アイツと向き合おう!                                | 陣内智則 朝日奈央 徳井健太（平成ノブシコブシ） クロちゃん（安田大サーカス） 津田篤宏（ダイアン） コウメ太夫                                                                    |                              |      |
| 13 | 2月20日 | 絞り出しアンケート選手権                           | 野田クリスタル（マヂカルラブリー） 橋本直（銀シャリ） 長谷川忍（シソンヌ） ヒコロヒー                                                                                          |                              |      |
| 14 | 2月27日 | 完全非公認 クレヨンしんちゃんアイドルは私だ!選手権 | 山内鈴蘭 長野じゅりあ 黒嵜菜々子（Peel the Apple） 鍛治島彩（アップアップガールズ（2））                                                                                       | 鬼越トマホーク               |      |
| 15 | 3月6日  | 錦鯉長谷川のスペア選手権                           | 錦鯉 松尾駿（チョコレートプラネット） 長谷川忍（シソンヌ） 和田まんじゅう（ネルソンズ）                                                                                        | 山内鈴蘭                     |      |
| 16 | 3月13日 | 第2回上田の声オーディション                        | 森田哲矢（さらば青春の光） ナダル（コロコロチキチキペッパーズ） 国崎和也（ランジャタイ）                                                                                       |                              |      |
| 17 | 3月20日 | アシスタント選手権                                 | 飯尾和樹（ずん） ナダル（コロコロチキチキペッパーズ） 山内鈴蘭 馬場ももこ 山本雪乃（テレビ朝日アナウンサー） 林美桜（テレビ朝日アナウンサー） 三谷紬（テレビ朝日アナウンサー） |                              |      |
| 18 | 3月27日 | アシスタント選手権                                 | 飯尾和樹（ずん） ナダル（コロコロチキチキペッパーズ） 山内鈴蘭 馬場ももこ 山本雪乃（テレビ朝日アナウンサー） 林美桜（テレビ朝日アナウンサー） 三谷紬（テレビ朝日アナウンサー） | クロちゃん（安田大サーカス） |      |

### 日曜 21:55 - 22:55 時代
| #  | 放送日   | 放送内容                                                        | ゲスト | その他出演者 | 備考                                 |
| -- | -------- | --------------------------------------------------------------- | --- | --- | ------------------------------------ |
| 19 | 4月3日   | 芸能界ビンカン選手権2022春                                      | おいでやす小田 ヒコロヒー 田中樹（SixTONES） 山本舞香                                                                               | 松村沙友理 ガリベンズ矢野 伊藤こう大（こりゃめでてーな） 塚田僚一（A.B.C-Z） 庄司智春（品川庄司） ワタリ119 真壁刀義 May J. 小林由依（櫻坂46） 田村保乃（櫻坂46） 松田里奈（櫻坂46） 森田ひかる（櫻坂46） 山﨑天（櫻坂46） 安藤なつ（メイプル超合金） Mr.シャチホコ こにわ わらふぢなるお 大自然 クロちゃん（安田大サーカス） 瀬下豊（天竺鼠） | [ 注釈 7 ]                           |
| 20 | 4月10日  | 芸能界ビンカン選手権2022春 後半戦                               | おいでやす小田 ヒコロヒー 田中樹（SixTONES） 山本舞香                                                                               | 松村沙友理 Mr.シャチホコ ZAZY 庄司智春（品川庄司） ワタリ119 瀬下豊（天竺鼠） クロちゃん（安田大サーカス） 風船太郎 亀田興毅 林家ペー 林家パー子 |                                      |
| 20 | 4月10日  | 手遅れになる前に相方に伝えたい!                                 | アインシュタイン 田村保乃（櫻坂46）                                                                                                 | ルエナやよい |                                      |
| 21 | 4月17日  | クイズ!○○さんが考えました                                       | 安田顕 小芝風花 髙橋海人（King & Prince） 池田美優 田渕章裕（インディアンス） 野田クリスタル（マヂカルラブリー）                    | いつもここから お見送り芸人しんいち 怪奇!YesどんぐりRPG コウメ太夫 テツandトモ トム・ブラウン |                                      |
| 22 | 4月24日  | 第2回錦鯉長谷川のスペア選手権                                   | 錦鯉 森泉 河本準一（次長課長） 長谷川忍（シソンヌ）                                                                                 | |                                      |
| 23 | 5月1日   | アイツと向き合おう! 女性編                                      | 徳井健太（平成ノブシコブシ） 峯岸みなみ 高木ひとみ〇（ぽんぽこ） やす子 浜口京子                                                    | |                                      |
| 23 | 5月1日   | 手遅れになる前に相方に伝えたい!                                 | ダイアン 田村保乃（櫻坂46） | ルエナやよい |                                      |
| 24 | 5月8日   | もうええわを言わない相方たち                                    | 錦鯉 コロコロチキチキペッパーズ モグライダー かもめんたる                                                                           | |                                      |
| 25 | 5月15日  | スタンディングオベーションを味わいたい                          | 稲田直樹（アインシュタイン） 尾形貴弘（パンサー） 陣内智則 峯岸みなみ                                                               | |                                      |
| 25 | 5月15日  | クイズ!そっくりフェイス                                         | ZAZY 小宮浩信（三四郎） 渋谷凪咲（NMB48） 橋本直（銀シャリ）                                                                        | |                                      |
| 26 | 5月22日  | クイズ!そっくりフェイス                                         | 伊藤俊介（オズワルド） もう中学生 小宮浩信（三四郎） 渋谷凪咲（NMB48） 橋本直（銀シャリ） ヒコロヒー                                | |                                      |
| 26 | 5月22日  | 手遅れになる前に相方に伝えたい!                                 | 蛙亭 田村保乃（櫻坂46） | ルエナやよい |                                      |
| 27 | 5月29日  | その言葉、Z世代は知りませんでしたブラックジャック               | アンミカ 高橋茂雄（サバンナ） 松尾駿（チョコレートプラネット） 藤田ニコル                                                           | |                                      |
| 28 | 6月5日   | 芸能界へそくり選手権                                            | ジェシー（SixTONES） 野田クリスタル（マヂカルラブリー） 長谷川忍（シソンヌ） 松村沙友理                                             | |                                      |
| 29 | 6月12日  | クイズ!ネタ動画vsほか動画                                       | 井森美幸 陣内智則 峯岸みなみ 矢田亜希子 山里亮太（南海キャンディーズ）                                                              | 新井恵理那 |                                      |
| 30 | 6月19日  | ミニスカート陸上2022夏                                          | 田中樹（SixTONES） オカダ・カズチカ 高岸宏行（ティモンディ） 樽美酒研二（ゴールデンボンバー） 岡部大（ハナコ） ミキ                 | |                                      |
| 31 | 7月3日   | 上田さん有田さん! 僕たちの悩みちょっと聞いてもらえます?         | 小宮浩信（三四郎） ヒコロヒー マヂカルラブリー もう中学生                                                                           | |                                      |
| 32 | 7月24日  | クイズ!初めての食リポ                                           | 秋川雅史 横川尚隆 長谷川忍（シソンヌ） 福田麻貴（3時のヒロイン）                                                                    | |                                      |
| 32 | 7月24日  | おじさんたちのはじめてのおつかい                                | 勝村政信 村上（マヂカルラブリー）                                                                                                   | 堀未央奈 |                                      |
| 33 | 7月31日  | その言葉、Z世代は知りませんでしたブラックジャック               | 南野陽子 武田真治 濱口優（よゐこ） 渋谷凪咲（NMB48）                                                                                | |                                      |
| 34 | 8月7日   | 3択!アタリ旅ハズレ旅                                            | 高畑淳子 おいでやす小田 田中樹（SixTONES） 田渕章裕（インディアンス）                                                               | 新井恵理那 久代萌美 クマムシ こがけん 伊地知大樹 |                                      |
| 35 | 8月14日  | この曲のサビ歌える? クイズ!サビカラ                             | May J. 渡辺江里子（阿佐ヶ谷姉妹） 斎藤司（トレンディエンジェル） 高橋真麻 尾崎匠海（INI） 藤森慎吾（オリエンタルラジオ） フワちゃん | 鷲見玲奈 Mr.シャチホコ 荒牧陽子 |                                      |
| 36 | 8月21日  | かかとをつけたら罰金! 背伸びショッピング                        | 柏木由紀（AKB48） 春日俊彰（オードリー） ともしげ（モグライダー）                                                                   | 野田心優 ダチョウ倶楽部 |                                      |
| 37 | 9月4日   | 余計なお世話ランキング                                          | 河合郁人（A.B.C-Z） 長谷川忍（シソンヌ） フワちゃん                                                                                 | 岩橋良昌（プラス・マイナス） 川原克己（天竺鼠） 久保田かずのぶ（とろサーモン） クロちゃん（安田大サーカス） 薄幸（納言） ニシダ（ラランド） 餅田コシヒカリ（駆け抜けて軽トラ） | [ 注釈 8 ]                           |
| 38 | 9月4日   | 今すぐ行こうぜ! オレの美味すぎメシ語り王決定戦                  | 飯尾和樹（ずん） 柴田英嗣（アンタッチャブル） 新木優子 貴島明日香 与田祐希（乃木坂46）                                              | |                                      |
| 39 | 9月11日  | この曲のサビ歌える? クイズ!サビカラ                             | 荒牧陽子 井上咲楽 大友康平 近藤春菜（ハリセンボン） 高橋真麻 濵田崇裕（ジャニーズWEST） 松浦航大 峯岸みなみ                         | 山里亮太（南海キャンディーズ） 並木万里菜（テレビ朝日アナウンサー） | [ 注釈 9 ]                           |
| 40 | 9月18日  | 今すぐ行こうぜ! オレの美味すぎメシ語り王決定戦                  | 石原良純 休井美郷 ケンドーコバヤシ 武井壮 水田信二（和牛） 池田美優                                                                 | 田中萌（テレビ朝日アナウンサー） |                                      |
| 41 | 9月25日  | 芸能界ビンカン選手権2022秋                                      | 近藤春菜（ハリセンボン） 陣内智則 那須川天心 渡邉美穂                                                                               | 斎藤ちはる（テレビ朝日アナウンサー） 古賀シュウ 小出真保 モリタク! むらせ ダンディ坂野 クマムシ 長州小力 ストレッチーズ 内田恭子 並木万里菜（テレビ朝日アナウンサー） 住田紗里（テレビ朝日アナウンサー） 広瀬アリス 松木安太郎 室井滋 松崎しげる コウメ太夫 ゆうたろう                                                                         |                                      |
| 42 | 10月9日  | 3択!アタリ旅ハズレ旅                                            | 飯尾和樹（ずん） 長谷川忍（シソンヌ） 森泉 森本慎太郎（SixTONES）                                                                   | 新井恵理那 久保田直子（テレビ朝日アナウンサー） 岸学（どきどきキャンプ） 高岸宏行（ティモンディ） ザブングル加藤 |                                      |
| 43 | 10月23日 | この店で一番高いもの持ってきてショッピング                      | 秋山竜次（ロバート） 河合郁人（A.B.C-Z） 黒谷友香 峯岸みなみ                                                                        | 八木麻紗子（テレビ朝日アナウンサー） | 1時間40分繰り下げ （23:35 - 翌0:35） |
| 44 | 10月30日 | 型を破りたい相方たち                                            | おいでやすこが すゑひろがりず ミルクボーイ トレンディエンジェル 峯岸みなみ                                                          | |                                      |
| 45 | 11月20日 | 3択!アタリ旅ハズレ旅 横浜編                                     | 王林 田中樹（SixTONES） 田渕章裕（インディアンス） 長谷川雅紀（錦鯉）                                                               | 田中萌（テレビ朝日アナウンサー） 佐藤ちひろ（テレビ朝日アナウンサー） 本多ゆとり ZAZY |                                      |
| 46 | 12月4日  | 今すぐ行こうぜ!オレの美味すぎメシ語り王                         | 秋元真夏（乃木坂46） こがけん 後藤真希 小籔千豊 DAIGO（BREAKERZ）                                                                   | 鈴木新彩（テレビ朝日アナウンサー） |                                      |
| 47 | 12月18日 | 次の審査員は俺だ-1グランプリ2022                                | 長谷川忍（シソンヌ） ヒコロヒー 山里亮太（南海キャンディーズ）                                                                      | 弘中綾香（テレビ朝日アナウンサー） インディアンス 錦鯉 マジメニマフィン JP 原口あきまさ ゴンゾー こまつ おぼん・こぼん | 15分繰り下げ （22:10 - 23:10)        |
| 48 | 12月25日 | 新日本プロレス創立50周年記念 クイズ!間違えたら即引退スペシャル! | 高橋茂雄（サバンナ） 神奈月 勝俣州和 レイザーラモンRG ユリオカ超特Q オカダ・カズチカ 坂井良多（鬼越トマホーク） 小池美由            | 三谷紬（テレビ朝日アナウンサー） 米川宝（テレビ朝日プロデューサー） | 60分繰り下げ （22:55 - 23:55)        |

| #  | 放送日  | 放送内容                                           | ゲスト | その他出演者 | 備考                          |
| -- | ------- | -------------------------------------------------- | --- | --- | ----------------------------- |
| 49 | 1月15日 | おじさんたちのはじめてのおつかい                   | 村上（マヂカルラブリー） 柴田英嗣（アンタッチャブル） 長谷川雅紀（錦鯉）                                                           | 堀未央奈 | 60分繰り下げ （22:55 - 23:55) |
| 49 | 1月15日 | 壁を破りたい相方たち（過去回の再編集版）           | トム・ブラウン おいでやすこが コロコロチキチキペッパーズ 髙橋ひかる                                                                | ラストアイドル | 60分繰り下げ （22:55 - 23:55) |
| 50 | 1月22日 | 人間インストール 櫻坂46編                          | 井上梨名（櫻坂46） 大園玲（櫻坂46） 武元唯衣（櫻坂46） 小林由依（櫻坂46） くっきー!（野性爆弾） 野田クリスタル（マヂカルラブリー） | モグライダー ジャングルポケット 森田哲矢（さらば青春の光） |                               |
| 51 | 1月29日 | 奥さまの気持ち理解してます!ブラックジャック        | つるの剛士 井上裕介（NON STYLE） アンミカ 田中樹（SixTONES）                                                                       | 近藤千尋 早乙女ゆみの 山口もえ |                               |
| 52 | 2月12日 | 3択!アタリ旅ハズレ旅 浅草編                        | 北斗晶 錦鯉 佐藤景瑚（JO1） | 鈴木新彩（テレビ朝日アナウンサー） 田中萌（テレビ朝日アナウンサー） 浜口京子 ゴー☆ジャス ちゅうえい（流れ星☆）                                                                                        |                               |
| 53 | 2月19日 | お値段真ん中ショッピング                           | 柴田英嗣（アンタッチャブル） 長谷川忍（シソンヌ） 原西孝幸（FUJIWARA）                                                             | 田中萌（テレビ朝日アナウンサー） 鈴木新彩（テレビ朝日アナウンサー） |                               |
| 54 | 3月5日  | WBC開幕直前記念 野球クイズ間違えたらファン即引退SP | 伊集院光 稲村亜美 里崎智也 杉谷拳士 髙橋優斗（HiHi Jets/ジャニーズJr.） 武元唯衣（櫻坂46） 藤原丈一郎（なにわ男子） 宮崎美穂       | 清水俊輔（テレビ朝日アナウンサー） |                               |
| 55 | 3月19日 | 芸能界ビンカン選手権2023in熱海                     | 土田晃之 ハシヤスメ・アツコ（BiSH） 渡辺江里子（阿佐ヶ谷姉妹） 田渕章裕（インディアンス）                                          | 武元唯衣（櫻坂46） 稲田直樹（アインシュタイン） 純烈 クロちゃん（安田大サーカス） ゆうたろう やす子 ゆってぃ ハリウッドザコシショウ 多田健二（COWCOW） やまもとまさみ 三浦マイルド モリタク! きくりん | [ 注釈 10 ]                   |

### 水曜 23:45 - 翌0:15 時代
| #  | 放送日   | 放送内容                                                         | ゲスト | その他出演者 | 備考                          |
| -- | -------- | ---------------------------------------------------------------- | --- | --- | ----------------------------- |
| 56 | 4月5日   | ZAZYになって自分を解放しよう!                                    | 小宮浩信（三四郎） 田中樹（SixTONES） 和田まんじゅう（ネルソンズ）                                                                                      | 鈴木新彩（テレビ朝日アナウンサー）                                                                                 | 6分繰り下げ（23:51 - 翌0:21） |
| 57 | 4月12日  | 裸の王様度チェック                                               | 野々村友紀子 田中樹（SixTONES） 平子祐希（アルコ&ピース） 坂井良多（鬼越トマホーク） 田辺智加（ぼる塾）                                                 | |                               |
| 58 | 4月19日  | 櫻坂46バラエティ力向上企画 人間インストール                      | 井上梨名（櫻坂46） 大園玲（櫻坂46） 武元唯衣（櫻坂46） 小林由依（櫻坂46） くっきー!（野性爆弾） 粗品（霜降り明星）                                      | 久保田かずのぶ（とろサーモン） おいでやす小田                                                                      |                               |
| 59 | 4月26日  | ミニスカート陸上2023春                                           | 副島淳 田中樹（SixTONES） 田中卓志（アンガールズ） ひるちゃん（インポッシブル）                                                                         | |                               |
| 60 | 5月3日   | ミニスカート陸上2023春                                           | 副島淳 田中樹（SixTONES） 田中卓志（アンガールズ） ひるちゃん（インポッシブル）                                                                         | |                               |
| 61 | 5月10日  | 芸人相談酒場                                                     | モグライダー トンツカタン 錦鯉 大木美里亜 | |                               |
| 62 | 5月17日  | クイズ!ファンvs本人 上田晋也編                                   | 大沼晶保（櫻坂46） カカロニ | 鈴木新彩（テレビ朝日アナウンサー）                                                                                 |                               |
| 63 | 5月24日  | クイズ!ファンvs本人 上田晋也編                                   | 大沼晶保（櫻坂46） カカロニ | 鈴木新彩（テレビ朝日アナウンサー）                                                                                 |                               |
| 64 | 5月31日  | 芸人相談酒場                                                     | チョコレートプラネット ビスケットブラザーズ ラパルフェ ファーストサマーウイカ                                                                           | |                               |
| 65 | 6月7日   | 「お前しか笑ってねぇじゃねぇか!」と言われたい                    | 田中卓志（アンガールズ） | 竹内朱莉（アンジュルム） 伊勢鈴蘭（アンジュルム） 為永幸音（アンジュルム） 松本わかな（アンジュルム）              |                               |
| 66 | 6月14日  | クイズ!お前がニセモノじゃ〜!                                     | AKB48 INI | |                               |
| 67 | 6月21日  | 遠隔操作でお笑い力アップ! 日向坂46もインストールされたい         | 佐々木久美・加藤史帆・金村美玖・河田陽菜（日向坂46） 野田クリスタル（マヂカルラブリー） 加納（Aマッソ）                                                 | ダイアン ぺこぱ |                               |
| 68 | 6月28日  | 遠隔操作でお笑い力アップ! 日向坂46もインストールされたい         | 佐々木久美・加藤史帆・金村美玖・河田陽菜（日向坂46） 野田クリスタル（マヂカルラブリー） 加納（Aマッソ）                                                 | ダイアン ぺこぱ |                               |
| 69 | 7月5日   | THEイイカタ                                                      | 秋山竜次（ロバート） 田中樹（SixTONES） ハリウッドザコシショウ 和田まんじゅう（ネルソンズ） 前田佳織里                                                  | |                               |
| 70 | 7月12日  | クイズ!中村倫也が考えました!                                     | 中村倫也 川口春奈 ファーストサマーウイカ | COWCOW クールポコ。 ですよ。                                                                                       |                               |
| 71 | 7月26日  | クイズ!川口春奈が考えました!                                     | 中村倫也 川口春奈 ファーストサマーウイカ | 田津原理音 なすなかにし コウメ太夫                                                                                 |                               |
| 72 | 8月2日   | G1クライマックス開幕記念 新日本プロレスクイズ間違えたら即引退SP! | 小池美由 ユリオカ超特Q ケンドーコバヤシ 三谷紬（テレビ朝日アナウンサー）                                                                                | オカダ・カズチカ 棚橋弘至 鈴木新彩（テレビ朝日アナウンサー）                                                       |                               |
| 73 | 8月16日  | あたかもバスケ事件簿食いつかせ王                                 | 澤部佑（ハライチ） 野田クリスタル（マヂカルラブリー） 弓木奈於（乃木坂46）                                                                              | |                               |
| 74 | 8月23日  | 「もうええわ!」を言わない相方たち                                | タイムマシーン3号 鬼越トマホーク | 森香澄 |                               |
| 75 | 8月30日  | 「もうええわ!」を言わない相方たち                                | タイムマシーン3号 鬼越トマホーク 三四郎 インディアンス                                                                                                  | 森香澄 |                               |
| 76 | 9月6日   | 裸の王様度チェック                                               | にしおかすみこ 加納（Aマッソ） 板倉俊之（インパルス） チャンス大城                                                                                      | |                               |
| 77 | 9月13日  | 裸の王様度チェック                                               | にしおかすみこ 加納（Aマッソ） 板倉俊之（インパルス） チャンス大城                                                                                      | 渡辺正行 |                               |
| 78 | 9月20日  | お笑い芸人ブラックジャック                                       | くっきー!（野性爆弾） 髙橋ひかる 鈴木新彩（テレビ朝日アナウンサー）                                                                                     | ネルソンズ サツマカワRPG いちばんかわいい ワタリ119 素敵じゃないか フタリシズカ マジメニマフィン                   |                               |
| 79 | 9月27日  | なにわ男子の人間インストール!                                    | 藤原丈一郎・高橋恭平・長尾謙杜（なにわ男子） 土田晃之                                                                                                   | 武田修宏 古坂大魔王 青木源太 アルコ&ピース ファーストサマーウィカ                                                  |                               |
| 80 | 10月4日  | なにわ男子の人間インストール!                                    | 藤原丈一郎・高橋恭平・長尾謙杜（なにわ男子） 土田晃之                                                                                                   | 武田修宏 古坂大魔王 青木源太 アルコ&ピース ファーストサマーウィカ 藤田憲右（トータルテンボス）                     |                               |
| 81 | 10月12日 | クイズ!アイナ・ジ・エンドが考えました                            | アイナ・ジ・エンド ハシヤスメ・アツコ 野田クリスタル（マヂカルラブリー）                                                                                | ジョイマン オジンオズボーン篠宮 大林ひょと子                                                                       |                               |
| 82 | 10月18日 | お笑い芸人ブラックジャック                                       | くっきー!（野性爆弾） 川上千尋・平山真衣（NMB48） 鈴木新彩（テレビ朝日アナウンサー）                                                                    | ネルソンズ 紅しょうが ヨネダ2000 サツマカワRPG ワタリ119 キャプテンバイソン 盛田シンプルイズベスト（ワラバランス） |                               |
| 83 | 10月25日 | クイズ上田晋也!間違えたら即共演NG                                | 飯尾和樹（ずん） えなりかずき 村上（マヂカルラブリー） 森本晋太郎（トンツカタン） おかや（カカロニ） 清水あいり 鈴木新彩（テレビ朝日アナウンサー）      | |                               |
| 84 | 11月1日  | クイズ上田晋也!間違えたら即共演NG                                | 飯尾和樹（ずん） えなりかずき 村上（マヂカルラブリー） 森本晋太郎（トンツカタン） カカロニ 清水あいり ガリベンズ矢野 鈴木新彩（テレビ朝日アナウンサー） | |                               |
| 85 | 11月8日  | ハプニングコント                                                 | 国本梨紗 ビスケットブラザーズ オダウエダ | |                               |
| 86 | 11月22日 | 櫻坂46インストール 1時間拡大SP                                   | 武元唯衣（櫻坂46） 大園玲（櫻坂46） 井上梨名（櫻坂46） 小林由依（櫻坂46） 伊集院光 くっきー!（野性爆弾）                                                | 田中卓志（アンガールズ） 山下真司 渡辺正行 森口博子 野々村友紀子 タイムマシーン3号 東京ホテイソン                  |                               |
| 87 | 11月29日 | ハプニングコント                                                 | 空気階段 蛙亭 秋元真夏 | |                               |
| 88 | 12月6日  | ミニスカート陸上2023冬                                           | オカダ・カズチカ 横川尚隆 田渕章裕（インディアンス） 長谷川忍（シソンヌ） りんたろー。（EXIT）                                                          | |                               |
| 89 | 12月13日 | ミニスカート陸上2023冬                                           | オカダ・カズチカ 横川尚隆 田渕章裕（インディアンス） 長谷川忍（シソンヌ） りんたろー。（EXIT）                                                          | |                               |
| 90 | 12月20日 | 有田哲平ぃぃeeeee!                                               | 長谷川雅紀（錦鯉） ともしげ（モグライダー） 佐々木美玲（日向坂46） 金村美玖（日向坂46）                                                                 | |                               |

| #   | 放送日   | 放送内容                                                      | ゲスト | その他出演者 | 備考                           |
| --- | -------- | ------------------------------------------------------------- | --- | --- | ------------------------------ |
| 91  | 1月10日  | 1人-1グランプリ                                               | 山里亮太（南海キャンディーズ） 石田明（NON STYLE） トム・ブラウン サルゴリラ ヨネダ2000 ネルソンズ                                                                         | 鈴木新彩（テレビ朝日アナウンサー） |                                |
| 92  | 1月17日  | THEイイカタ                                                   | ハシヤスメ・アツコ ジェシー（SixTONES） ハリウッドザコシショウ 都留拓也（ラパルフェ） 信子（ぱーてぃーちゃん）                                                             | |                                |
| 93  | 1月24日  | 上田さんお久しぶりです!                                       | おさる 来栖あつこ 堀くん（元シルシルミシルAD）（1月31日放送のみ） | |                                |
| 94  | 1月31日  | 上田さんお久しぶりです!                                       | おさる 来栖あつこ 堀くん（元シルシルミシルAD）（1月31日放送のみ） | |                                |
| 95  | 2月7日   | 飯尾謝罪パーティー                                            | 飯尾和樹（ずん） えなりかずき 森本晋太郎（トンツカタン） ガリベンズ矢野 カカロニ                                                                                           | |                                |
| 96  | 2月14日  | 有田哲平ぃぃeeeee!                                            | 齊藤京子（日向坂46） 森本茉莉（日向坂46） 和田まんじゅう（ネルソンズ） 兎（ロングコートダディ）                                                                            | |                                |
| 97  | 2月21日  | テレビ朝日65周年記念!間違えたら即出禁クイズ                   | DAIGO 藤本美貴 武元唯衣（櫻坂46） 大沼晶保（櫻坂46） 勝俣州和 カンニング竹山 濱口優（よゐこ） カズレーザー（メイプル超合金） せいや（霜降り明星）                          | 鈴木新彩（テレビ朝日アナウンサー） |                                |
| 98  | 2月28日  | テレビ朝日65周年記念!間違えたら即出禁クイズ                   | DAIGO 藤本美貴 武元唯衣（櫻坂46） 大沼晶保（櫻坂46） 勝俣州和 カンニング竹山 濱口優（よゐこ） カズレーザー（メイプル超合金） せいや（霜降り明星）                          | 鈴木新彩（テレビ朝日アナウンサー） |                                |
| 99  | 3月6日   | ダイアン津田のスペア選手権                                    | ダイアン 長谷川忍（シソンヌ） 森田哲矢（さらば青春の光） 令和ロマン | | 10分繰り下げ（23:55 - 翌0:25） |
| 100 | 3月13日  | お笑い芸人ブラックジャック                                    | 粗品（霜降り明星） 上村ひなの（日向坂46） 平岡海月（日向坂46） | ランジャタイ インポッシブル ちゃんぴおんず カゲヤマ リンダカラー∞ フタリシズカ | 10分繰り下げ（23:55 - 翌0:25） |
| 101 | 3月20日  | 裸の王様度チェック                                            | ダイアモンド☆ユカイ 永野 品川祐（品川庄司） 八木真澄（サバンナ） 岩崎う大（かもめんたる）                                                                                  | |                                |
| 102 | 3月28日  | 裸の王様度チェック                                            | ダイアモンド☆ユカイ 永野 品川祐（品川庄司） 八木真澄（サバンナ） 岩崎う大（かもめんたる）                                                                                  | 山下真司 | 20分繰り下げ（0:05 - 0:35）    |
| 103 | 4月3日   | 櫻坂インストール プロレス編                                   | 松田里奈（櫻坂46） 武元唯衣（櫻坂46） 井上梨名（櫻坂46） 大園玲（櫻坂46） ビビる大木 くっきー!（野性爆弾）                                                                 | 高橋ヒロム 鷹木信悟 レイザーラモンRG 豊本明長（東京03） 元井美貴 武藤敬司（4月10日放送のみ） | 6分繰り下げ（23:51 - 翌0:21）  |
| 104 | 4月10日  | 櫻坂インストール プロレス編                                   | 松田里奈（櫻坂46） 武元唯衣（櫻坂46） 井上梨名（櫻坂46） 大園玲（櫻坂46） ビビる大木 くっきー!（野性爆弾）                                                                 | 高橋ヒロム 鷹木信悟 レイザーラモンRG 豊本明長（東京03） 元井美貴 武藤敬司（4月10日放送のみ） |                                |
| 105 | 4月17日  | クイズ！間違えたらアイドルファン即引退SP                      | 土田晃之 徳井健太（平成ノブシコブシ） クロちゃん（安田大サーカス） 矢口真里 峯岸みなみ でか美ちゃん 米村姫良々（OCHA NORMA） 窪田七海（OCHA NORMA）                        | 鈴木新彩（テレビ朝日アナウンサー） |                                |
| 106 | 4月24日  | クイズ！間違えたらアイドルファン即引退SP                      | 土田晃之 徳井健太（平成ノブシコブシ） クロちゃん（安田大サーカス） 矢口真里 峯岸みなみ でか美ちゃん 米村姫良々（OCHA NORMA） 窪田七海（OCHA NORMA）                        | 鈴木新彩（テレビ朝日アナウンサー） |                                |
| 107 | 5月1日   | もうええわ!を言わない相方たち                                 | シシガシラ マユリカ ヤーレンズ 紅しょうが 品川庄司 井上梨名（櫻坂46） 中嶋優月（櫻坂46）                                                                                   | |                                |
| 108 | 5月8日   | もうええわ!を言わない相方たち                                 | シシガシラ マユリカ ヤーレンズ 紅しょうが 品川庄司 井上梨名（櫻坂46） 中嶋優月（櫻坂46）                                                                                   | |                                |
| 109 | 5月15日  | ボブ・マーリーのキャンペーンボーイ選手権                      | 高橋ヒロム 長谷川忍（シソンヌ） みなみかわ | |                                |
| 110 | 5月22日  | コンプライアンス選手権                                        | ヒコロヒー きしたかの 永野 もう中学生 | |                                |
| 111 | 5月29日  | クズゲーム                                                    | 山添寛（相席スタート） 久保田かずのぶ（とろサーモン） 大津広次（きつね） カシューナッツ（ゆんぼだんぷ） サイトウナオキ 谷拓哉（パンプキンポテトフライ） ニシダ（ラランド） | |                                |
| 112 | 6月5日   | クイズ!間違えたらラーメンファン即引退SP                       | 勝俣州和 村上純（しずる） 中島享（や団） SUSURU 伊藤かりん 大谷映美里（=LOVE）                                                                                             | 鈴木新彩（テレビ朝日アナウンサー） |                                |
| 113 | 6月12日  | クイズ!間違えたらラーメンファン即引退SP                       | 勝俣州和 村上純（しずる） 中島享（や団） SUSURU 伊藤かりん 大谷映美里（=LOVE）                                                                                             | 鈴木新彩（テレビ朝日アナウンサー） |                                |
| 114 | 6月19日  | 理想の大人になろう                                            | 長谷川忍（シソンヌ） K・HARUA（&TEAM） 鎮西寿々歌（FRUITS ZIPPER） | |                                |
| 115 | 6月26日  | 日向坂46バラエティ力向上企画 人間インストール                 | 佐々木久美・加藤史帆・金村美玖・河田陽菜（日向坂46） 品川祐（品川庄司） 加納（Aマッソ）                                                                                    | さや香 なすなかにし 島田秀平 ぁみ（ありがとう） 大津広次（きつね） ロッシー（野性爆弾） |                                |
| 116 | 7月3日   | 日向坂46バラエティ力向上企画 人間インストール                 | 佐々木久美・加藤史帆・金村美玖・河田陽菜（日向坂46） 品川祐（品川庄司） 加納（Aマッソ）                                                                                    | さや香 なすなかにし 島田秀平 ぁみ（ありがとう） 大津広次（きつね） ロッシー（野性爆弾） |                                |
| 117 | 7月10日  | 大物感選手権                                                  | 田中卓志（アンガールズ） 長谷川忍（シソンヌ） 横山由依 下尾みう（AKB48）                                                                                                   | |                                |
| 118 | 7月17日  | テレ朝縦断ウルトラクイズ                                      | 佐々木久美（日向坂46） | 青色1号 梅田元気よく あおぞらモード おしどり大名 オッパショ石 おミルク カゲヤマ 菊池人間（華麗なカレーライス） きしたかの りょう（小虎） 中村竜太郎（シューマッハ） ストレッチーズ 素晴らしき人生 ちゃんぴおんず チュランペット お抹茶・櫻田佑（トンツカタン） ナイチンゲールダンス 森山諒（ビックシカゴ） フタリシズカ マジメニマフィン マタンゴ マリッジスターこうもと 瑞音理保 ゆう坊 ゆめちゃん ゆめまなこ リンダカラー∞ ワタリ119 |                                |
| 119 | 7月24日  | テレ朝縦断ウルトラクイズ                                      | 佐々木久美（日向坂46） | みなみかわ ストレッチーズ タバやん。（カゲヤマ） 落合ユウキ（オッパショ石） 横井かりこる（フタリシズカ） 岸大将（きしたかの） 中村竜太郎（シューマッハ） たいこー（リンダカラー∞） 森山諒（ビックシカゴ） | 10分繰り下げ（23:55 - 翌0:25） |
| 120 | 7月31日  | 大事なのは収録前選手権                                        | 長谷川忍（シソンヌ） 工藤華純（AKB48） 辻野かなみ・吉川ひより（超ときめき♡宣伝部）                                                                                         | | 10分繰り下げ（23:55 - 翌0:25） |
| 121 | 8月8日   | クイズ!観客席の何が変わった?                                  | レインボー ちゃんぴおんず 大園玲（櫻坂46） | たいこー・りなぴっぴ（リンダカラー∞） よじょう（ガクテンソク） | 40分繰り下げ（0:25 - 0:55）    |
| 122 | 8月15日  | 上田を神と崇める櫻坂46大沼が選ぶ！上田が輝いていた瞬間！BEST3 | 大沼晶保（櫻坂46） カカロニ | | 30分繰り下げ（0:15 - 0:45）    |
| 123 | 8月22日  | あのちゃんの言う通り                                          | あの 熊田曜子 菊地亜美 KEIKO・RINON（ME:I） | クロちゃん（安田大サーカス） | 30分繰り下げ（0:15 - 0:45）    |
| 124 | 8月28日  | ハプニングコント                                              | ザ・マミィ インポッシブル コロコロチキチキペッパーズ ななまがり 米村姫良々（OCHA NORMA）                                                                                   | |                                |
| 125 | 9月4日   | ハプニングコント                                              | ザ・マミィ インポッシブル コロコロチキチキペッパーズ ななまがり 米村姫良々（OCHA NORMA）                                                                                   | |                                |
| 126 | 9月11日  | 永野のスペア選手権                                            | 永野 みなみかわ 国崎和也（ランジャタイ） やす子 日本一おもしろい大崎（ちゃんぴおんず）                                                                                     | |                                |
| 127 | 9月18日  | 丸刈り芸人渋滞を考えよう                                      | とにかく明るい安村 みなみかわ みちお（トム・ブラウン） 高野正成（きしたかの） 脇田（シシガシラ）                                                                           | |                                |
| 128 | 9月25日  | クイズ!間違えたらお笑いファン即引退SP                         | ファーストサマーウイカ 高橋茂雄（サバンナ） 野田クリスタル（マヂカルラブリー） 田渕章裕（インディアンス） 奥森皐月 オッパショ石                                            | 鈴木新彩（テレビ朝日アナウンサー） |                                |
| 129 | 10月2日  | クイズ!間違えたらお笑いファン即引退SP                         | ファーストサマーウイカ 高橋茂雄（サバンナ） 野田クリスタル（マヂカルラブリー） 田渕章裕（インディアンス） 奥森皐月 オッパショ石                                            | 鈴木新彩（テレビ朝日アナウンサー） |                                |
| 130 | 10月9日  | 1人-1グランプリ                                               | くっきー!（野性爆弾） 真空ジェシカ オダウエダ | オッパショ石 鈴木新彩（テレビ朝日アナウンサー） |                                |
| 131 | 10月17日 | プロレスファン引退クイズ 女性枠強化オーディション             | ウナギ・サヤカ 岩谷麻優 鹿島沙希 中野たむ 天咲光由 なつぽい | | 15分繰り下げ（0:00 - 0:30）    |
| 132 | 10月23日 | ミニスカート陸上 2024秋                                       | 呂布カルマ 高橋ヒロム なかやまきんに君 野田クリスタル（マヂカルラブリー） せいや（霜降り明星）                                                                             | |                                |
| 133 | 10月30日 | ミニスカート陸上 2024秋                                       | 呂布カルマ 高橋ヒロム なかやまきんに君 野田クリスタル（マヂカルラブリー） せいや（霜降り明星）                                                                             | |                                |
| 134 | 11月6日  | 恋愛ドラマ選手権                                              | チャンス大城 せいや（霜降り明星） 福田麻貴（3時のヒロイン） 蓮見翔（ダウ90000） レインボー                                                                                 | 高橋遥花 西本莉美 松本日向 |                                |
| 135 | 11月13日 | 令和タイバロケ王決定戦                                        | 飯尾和樹（ずん） ちゃんぴおんず リンダカラー∞ 渡辺裕太 佐々木美玲（日向坂46）                                                                                              | |                                |
| 136 | 11月20日 | 第2回ダイアン津田のスペア選手権                               | ダイアン とにかく明るい安村 せいや（霜降り明星） 井口浩之（ウエストランド）                                                                                                | |                                |
| 137 | 11月27日 | 第2回ダイアン津田のスペア選手権                               | ダイアン とにかく明るい安村 せいや（霜降り明星） 井口浩之（ウエストランド）                                                                                                | |                                |
| 138 | 12月4日  | 棚橋引退発表 新日クイズ!間違えたらあなたも即引退              | 棚橋弘至 天山広吉 ウナギ・アヤカ なつぽい 勝俣州和 豊本明長（東京03） ユリオカ超特Q 野上慎平（テレビ朝日アナウンサー）                                                     | 鈴木新彩（テレビ朝日アナウンサー） |                                |
| 139 | 12月11日 | 棚橋引退発表 新日クイズ!間違えたらあなたも即引退              | 棚橋弘至 天山広吉 ウナギ・アヤカ なつぽい 勝俣州和 豊本明長（東京03） ユリオカ超特Q 野上慎平（テレビ朝日アナウンサー）                                                     | 鈴木新彩（テレビ朝日アナウンサー） |                                |

| #   | 放送日  | 放送内容                                                             | ゲスト | その他出演者                                                                                    | 備考                             |
| --- | ------- | -------------------------------------------------------------------- | --- | ----------------------------------------------------------------------------------------------- | -------------------------------- |
| 140 | 1月8日  | 櫻坂インストール                                                     | 武元唯衣・大園怜・井上梨名・松田里奈（櫻坂46） 伊集院光 くっきー!（野性爆弾）                                                     | 野田クリスタル（マヂカルラブリー） モト冬樹 森脇健児 大林素子 保田圭 錦鯉 マユリカ えびしゃ     | 1時間拡大スペシャル! 23:15〜0:15 |
| 141 | 1月15日 | ユースケを知ろう!                                                    | ダイアン とろサーモン 中山功太 |                                                                                                 |                                  |
| 142 | 1月22日 | アシスタント王決定戦                                                 | 武元唯衣・大沼晶保（櫻坂46） ウナギ・アヤカ 鈴木新彩（テレビ朝日アナウンサー）                                                    | 長谷川忍（シソンヌ） 野田クリスタル（マヂカルラブリー） 山添寛（相席スタート） 中谷（マユリカ） |                                  |
| 143 | 1月29日 | アシスタント王決定戦                                                 | 武元唯衣・大沼晶保（櫻坂46） ウナギ・アヤカ 鈴木新彩（テレビ朝日アナウンサー）                                                    | 長谷川忍（シソンヌ） 野田クリスタル（マヂカルラブリー） 山添寛（相席スタート） 中谷（マユリカ） |                                  |
| 144 | 2月5日  | もうええわを言わない相方たち                                         | さや香 ダンビラムーチョ 堀未央奈                                                                                                  |                                                                                                 |                                  |
| 145 | 2月12日 | もうええわを言わない相方たち                                         | ガクテンソク ママタルト 堀未央奈                                                                                                  |                                                                                                 |                                  |
| 146 | 2月19日 | なりすまし大喜利                                                     | 堀内健（ネプチューン） バカリズム 野田クリスタル（マヂカルラブリー）                                                              |                                                                                                 |                                  |
| 147 | 2月26日 | アンガールズ田中のスペア選手権                                       | アンガールズ みなみかわ あばれる君 大水洋介（ラバーガール）                                                                       |                                                                                                 |                                  |
| 148 | 3月5日  | 裸の王様度チェック                                                   | 井口浩之（ウエストランド） 蓮見翔（ダウ90000） 森田哲矢（さらば青春の光） 原田泰雅（ビスケットブラザーズ） 舘野忠臣（ネコニスズ） |                                                                                                 |                                  |
| 149 | 3月12日 | 裸の王様度チェック                                                   | 井口浩之（ウエストランド） 蓮見翔（ダウ90000） 森田哲矢（さらば青春の光） 原田泰雅（ビスケットブラザーズ） 舘野忠臣（ネコニスズ） | 長州力                                                                                          |                                  |
| 150 | 3月19日 | オズワルド畠中を知ろう                                               | オズワルド 新山（さや香） 原田フニャオ（ダンビラムーチョ） 太朗（太鵬）                                                           |                                                                                                 |                                  |
| 151 | 3月26日 | くりぃむナンタラ来週から月曜にお引越し…間違えたら番組を即解雇クイズ! | すがや（カカロニ） 鈴木新彩（テレビ朝日アナウンサー）                                                                             |                                                                                                 | [ 注釈 11 ]                      |

### 月曜 23:45 - 翌0:15 時代
| #   | 放送日  | 放送内容                                                | ゲスト | その他出演者                       | 備考 |
| --- | ------- | ------------------------------------------------------- | --- | ---------------------------------- | ---- |
| 152 | 3月31日 | 上田を知ろう!!                                          | 柴田英嗣（アンタッチャブル） 劇団ひとり 清水あいり ジャンボたかお（レインボー） すがや（カカロニ）                                                                                              |                                    |      |
| 153 | 4月7日  | 松竹芸能クイズ!間違えたら即脱竹（だっちく）スペシャル!! | 岡田圭右（ますだおかだ） クロちゃん（安田大サーカス） ヒコロヒー なすなかにし 篠宮暁（オジンオズボーン） 森本サイダー                                                                           | 鈴木新彩（テレビ朝日アナウンサー） |      |
| 154 | 4月14日 | 松竹芸能クイズ!間違えたら即脱竹（だっちく）スペシャル!! | 岡田圭右（ますだおかだ） クロちゃん（安田大サーカス） ヒコロヒー なすなかにし 篠宮暁（オジンオズボーン） 森本サイダー                                                                           | 鈴木新彩（テレビ朝日アナウンサー） |      |
| 155 | 4月21日 | 次の審査員は俺だ-1グランプリ                            | 山里亮太（南海キャンディーズ） 長谷川忍（シソンヌ） 囲碁将棋 Everybody ねこじゃらし ジョックロック（4月28日のみ） ラパルフェ（4月28日のみ） マギー司郎（4月28日のみ） マギー審司（4月28日のみ） | 鈴木新彩（テレビ朝日アナウンサー） |      |
| 156 | 4月28日 | 次の審査員は俺だ-1グランプリ                            | 山里亮太（南海キャンディーズ） 長谷川忍（シソンヌ） 囲碁将棋 Everybody ねこじゃらし ジョックロック（4月28日のみ） ラパルフェ（4月28日のみ） マギー司郎（4月28日のみ） マギー審司（4月28日のみ） | 鈴木新彩（テレビ朝日アナウンサー） |      |
| 157 | 5月5日  | マッチョ渋滞を考えよう!                                 | なかやまきんに君 春日俊彰（オードリー） 庄司智春（品川庄司） 野田クリスタル（マヂカルラブリー） 西野創人（コロコロチキチキペッパーズ）                                                          |                                    |      |
| 158 | 5月12日 | オカダ・カズチカのスペア選手権                          | オカダ・カズチカ みちお（トム・ブラウン） 高野正成（きしたかの） ジャンボたかお（レインボー）                                                                                                   |                                    |      |
| 159 | 5月19日 | 1人-1グランプリ                                         | 陣内智則 ぱーてぃーちゃん シシガシラ コロコロチキチキペッパーズ | 鈴木新彩（テレビ朝日アナウンサー） |      |
| 160 | 5月26日 | 銀シャリ橋本のスペア選手権                              | 銀シャリ 野田クリスタル（マヂカルラブリー） 中谷（マユリカ） 伊藤俊介（オズワルド） 国崎和也（ランジャタイ）                                                                                    |                                    |      |
| 161 | 6月2日  | コンプライアンス選手権 第2弾                            | ケンドーコバヤシ バッテリィズ ZAZY トム・ブラウン |                                    |      |
| 162 | 6月9日  | あのちゃんに嫌われたい!                                 | あの 熊田曜子 小倉優子 鈴木奈々 |                                    |      |
| 163 | 6月16日 | あのちゃんに嫌われたい!                                 | あの 熊田曜子 小倉優子 鈴木奈々 |                                    |      |
| 164 | 6月23日 | ハプニングコント                                        | ネルソンズ わらぶちなるお ラブレターズ Aマッソ 田中美久 |                                    |      |
| 165 | 6月30日 | ハプニングコント                                        | ネルソンズ わらぶちなるお ラブレターズ Aマッソ 田中美久 |                                    |      |
| 166 | 7月7日  | 松尾を知ろう                                            | チョコレートプラネット 菅良太郎（パンサー） 太田博久（ジャングルポケット） |                                    |      |
| 167 | 7月14日 | どんな状況でも面白トーク選手権                          | 渋谷凪咲 チャンス大城 信子（ぱーてぃーちゃん） 松井ケムリ（令和ロマン） |                                    |      |
| 168 | 7月21日 | 阪本を知ろう                                            | マユリカ ロングコートダディ ビスケットブラザーズ |                                    |      |
| 169 | 8月4日  | 即興!怖い話にできるか選手権                             | 武元唯衣・大沼晶保（櫻坂46） 島田秀平 チャンス大城 新山（さや香） |                                    |      |
| 170 | 8月11日 | クロちゃんを知ろう                                      | クロちゃん（安田大サーカス） 福留光帆 ナダル（コロコロチキチキペッパーズ） ヒコロヒー |                                    |      |
| 171 | 8月18日 | クロちゃんを知ろう                                      | クロちゃん（安田大サーカス） 福留光帆 ナダル（コロコロチキチキペッパーズ） ヒコロヒー |                                    |      |

## テーマ曲・使用音楽
タイトルコール
- 『B・BLUE』（間奏部分）/BOØWY

オープニングテーマ
- 『Follow Me』/ゼブラヘッド

提供クレジットBGM
- 『Follow Me』/E-Girls

オープニングテーマはこの曲をアレンジし、ゼブラヘッドがカバーしたもの。

## ネット局

### 日曜時代
| 放送時間                                | 放送局                       | 放送対象地域   | 系列                                         | ネット状況 |
| --------------------------------------- | ---------------------------- | -------------- | -------------------------------------------- | ---------- |
| 日曜 21:55 - 22:25 ↓ 日曜 21:55 - 22:55 | テレビ朝日（EX）             | 関東広域圏     | テレビ朝日系列                               | 【制作局】 |
| 日曜 21:55 - 22:25 ↓ 日曜 21:55 - 22:55 | 北海道テレビ（HTB）          | 北海道         | テレビ朝日系列                               | 同時ネット |
| 日曜 21:55 - 22:25 ↓ 日曜 21:55 - 22:55 | 青森朝日放送（ABA）          | 青森県         | テレビ朝日系列                               | 同時ネット |
| 日曜 21:55 - 22:25 ↓ 日曜 21:55 - 22:55 | 岩手朝日テレビ（IAT）        | 岩手県         | テレビ朝日系列                               | 同時ネット |
| 日曜 21:55 - 22:25 ↓ 日曜 21:55 - 22:55 | 東日本放送（khb）            | 宮城県         | テレビ朝日系列                               | 同時ネット |
| 日曜 21:55 - 22:25 ↓ 日曜 21:55 - 22:55 | 秋田朝日放送（AAB）          | 秋田県         | テレビ朝日系列                               | 同時ネット |
| 日曜 21:55 - 22:25 ↓ 日曜 21:55 - 22:55 | 山形テレビ（YTS）            | 山形県         | テレビ朝日系列                               | 同時ネット |
| 日曜 21:55 - 22:25 ↓ 日曜 21:55 - 22:55 | 福島放送（KFB）              | 福島県         | テレビ朝日系列                               | 同時ネット |
| 日曜 21:55 - 22:25 ↓ 日曜 21:55 - 22:55 | 新潟テレビ21（UX）           | 新潟県         | テレビ朝日系列                               | 同時ネット |
| 日曜 21:55 - 22:25 ↓ 日曜 21:55 - 22:55 | 長野朝日放送（abn）          | 長野県         | テレビ朝日系列                               | 同時ネット |
| 日曜 21:55 - 22:25 ↓ 日曜 21:55 - 22:55 | 静岡朝日テレビ（SATV）       | 静岡県         | テレビ朝日系列                               | 同時ネット |
| 日曜 21:55 - 22:25 ↓ 日曜 21:55 - 22:55 | 北陸朝日放送（HAB）          | 石川県         | テレビ朝日系列                               | 同時ネット |
| 日曜 21:55 - 22:25 ↓ 日曜 21:55 - 22:55 | 名古屋テレビ（メ～テレ/NBN） | 中京広域圏     | テレビ朝日系列                               | 同時ネット |
| 日曜 21:55 - 22:25 ↓ 日曜 21:55 - 22:55 | 朝日放送テレビ（ABC TV）     | 近畿広域圏     | テレビ朝日系列                               | 同時ネット |
| 日曜 21:55 - 22:25 ↓ 日曜 21:55 - 22:55 | 広島ホームテレビ（HOME）     | 広島県         | テレビ朝日系列                               | 同時ネット |
| 日曜 21:55 - 22:25 ↓ 日曜 21:55 - 22:55 | 山口朝日放送（yab）          | 山口県         | テレビ朝日系列                               | 同時ネット |
| 日曜 21:55 - 22:25 ↓ 日曜 21:55 - 22:55 | 瀬戸内海放送（KSB）          | 香川県・岡山県 | テレビ朝日系列                               | 同時ネット |
| 日曜 21:55 - 22:25 ↓ 日曜 21:55 - 22:55 | 愛媛朝日テレビ（eat）        | 愛媛県         | テレビ朝日系列                               | 同時ネット |
| 日曜 21:55 - 22:25 ↓ 日曜 21:55 - 22:55 | 九州朝日放送（KBC）          | 福岡県         | テレビ朝日系列                               | 同時ネット |
| 日曜 21:55 - 22:25 ↓ 日曜 21:55 - 22:55 | 長崎文化放送（ncc）          | 長崎県         | テレビ朝日系列                               | 同時ネット |
| 日曜 21:55 - 22:25 ↓ 日曜 21:55 - 22:55 | 熊本朝日放送（KAB）          | 熊本県         | テレビ朝日系列                               | 同時ネット |
| 日曜 21:55 - 22:25 ↓ 日曜 21:55 - 22:55 | 大分朝日放送（OAB）          | 大分県         | テレビ朝日系列                               | 同時ネット |
| 日曜 21:55 - 22:25 ↓ 日曜 21:55 - 22:55 | 鹿児島放送（KKB）            | 鹿児島県       | テレビ朝日系列                               | 同時ネット |
| 日曜 21:55 - 22:25 ↓ 日曜 21:55 - 22:55 | 琉球朝日放送（QAB）          | 沖縄県         | テレビ朝日系列                               | 同時ネット |
| 金曜 0:57 - 1:57（木曜深夜）            | チューリップテレビ（TUT）    | 富山県         | TBS系列                                      | 遅れネット |
| 月曜 1:25 - 2:25（日曜深夜）            | さんいん中央テレビ（TSK）    | 島根県・鳥取県 | フジテレビ系列                               | 遅れネット |
| 金曜 0:54 - 1:54（木曜深夜）            | テレビ宮崎（UMK）            | 宮崎県         | フジテレビ系列 日本テレビ系列 テレビ朝日系列 | 遅れネット |

### 水曜時代
| 放送時間                     | 放送局                       | 放送対象地域   | 系列                                         | ネット状況    |
| ---------------------------- | ---------------------------- | -------------- | -------------------------------------------- | ------------- |
| 水曜 23:45 - 翌0:15          | テレビ朝日（EX）             | 関東広域圏     | テレビ朝日系列                               | 【制作局】    |
| 水曜 23:45 - 翌0:15          | 北海道テレビ（HTB）          | 北海道         | テレビ朝日系列                               | 同時ネット    |
| 水曜 23:45 - 翌0:15          | 青森朝日放送（ABA）          | 青森県         | テレビ朝日系列                               | 同時ネット    |
| 水曜 23:45 - 翌0:15          | 岩手朝日テレビ（IAT）        | 岩手県         | テレビ朝日系列                               | 同時ネット    |
| 水曜 23:45 - 翌0:15          | 東日本放送（khb）            | 宮城県         | テレビ朝日系列                               | 同時ネット    |
| 水曜 23:45 - 翌0:15          | 秋田朝日放送（AAB）          | 秋田県         | テレビ朝日系列                               | 同時ネット    |
| 水曜 23:45 - 翌0:15          | 山形テレビ（YTS）            | 山形県         | テレビ朝日系列                               | 同時ネット    |
| 水曜 23:45 - 翌0:15          | 福島放送（KFB）              | 福島県         | テレビ朝日系列                               | 同時ネット    |
| 水曜 23:45 - 翌0:15          | 新潟テレビ21（UX）           | 新潟県         | テレビ朝日系列                               | 同時ネット    |
| 水曜 23:45 - 翌0:15          | 長野朝日放送（abn）          | 長野県         | テレビ朝日系列                               | 同時ネット    |
| 水曜 23:45 - 翌0:15          | 静岡朝日テレビ（SATV）       | 静岡県         | テレビ朝日系列                               | 同時ネット    |
| 水曜 23:45 - 翌0:15          | 北陸朝日放送（HAB）          | 石川県         | テレビ朝日系列                               | 同時ネット    |
| 水曜 23:45 - 翌0:15          | 名古屋テレビ（メ～テレ/NBN） | 中京広域圏     | テレビ朝日系列                               | 同時ネット    |
| 水曜 23:45 - 翌0:15          | 広島ホームテレビ（HOME）     | 広島県         | テレビ朝日系列                               | 同時ネット    |
| 水曜 23:45 - 翌0:15          | 山口朝日放送（yab）          | 山口県         | テレビ朝日系列                               | 同時ネット    |
| 水曜 23:45 - 翌0:15          | 瀬戸内海放送（KSB）          | 香川県・岡山県 | テレビ朝日系列                               | 同時ネット    |
| 水曜 23:45 - 翌0:15          | 愛媛朝日テレビ（eat）        | 愛媛県         | テレビ朝日系列                               | 同時ネット    |
| 水曜 23:45 - 翌0:15          | 九州朝日放送（KBC）          | 福岡県         | テレビ朝日系列                               | 同時ネット    |
| 水曜 23:45 - 翌0:15          | 長崎文化放送（ncc）          | 長崎県         | テレビ朝日系列                               | 同時ネット    |
| 水曜 23:45 - 翌0:15          | 熊本朝日放送（KAB）          | 熊本県         | テレビ朝日系列                               | 同時ネット    |
| 水曜 23:45 - 翌0:15          | 大分朝日放送（OAB）          | 大分県         | テレビ朝日系列                               | 同時ネット    |
| 水曜 23:45 - 翌0:15          | 鹿児島放送（KKB）            | 鹿児島県       | テレビ朝日系列                               | 同時ネット    |
| 水曜 23:45 - 翌0:15          | 琉球朝日放送（QAB）          | 沖縄県         | テレビ朝日系列                               | 同時ネット    |
| 木曜 1:02 - 1:32（水曜深夜） | 朝日放送テレビ（ABC TV）     | 近畿広域圏     | テレビ朝日系列                               | 1時間17分遅れ |
| 金曜 0:56 - 1:26（木曜深夜） | チューリップテレビ（TUT）    | 富山県         | TBS系列                                      | 遅れネット    |
| 日曜 0:28 - 0:58（土曜深夜） | テレビ高知（KUTV）           | 高知県         | TBS系列                                      | 遅れネット    |
| 月曜 1:25 - 1:55（日曜深夜） | さんいん中央テレビ（TSK）    | 島根県・鳥取県 | フジテレビ系列                               | 遅れネット    |
| 不定期放送                   | テレビ宮崎（UMK）            | 宮崎県         | フジテレビ系列 日本テレビ系列 テレビ朝日系列 | 遅れネット    |

## スタッフ
- ナレーション：佐藤賢治
- 企画：上田晋也、有田哲平
- 構成：町田裕章、北本かつら、樅野太紀
- カメラ：門倉秀樹、千ヶ崎裕介、佐藤邦彦
- 音声：立元捺美、中田孝也、江尻和茂
- VE：安井康喜、中村淩、二宮紗耶
- 照明：テレテック、中本明人
- 美術：遠藤ゆか
- 美術進行：野口香織（一時離脱→復帰）、阿久津和実
- デザイン：小池芳人（一時離脱→復帰）、崎村陽
- CG：山崎信
- ヘアメイク：川口カツラ店
- TK：吉条雅美
- 編集：小野坂智
- MA：草山洋次（IMAGICA）
- 音効：加藤つよし
- 宣伝：高橋夏子
- デスク：相馬恵美
- 協力：tv asahi create、SWISH JAPAN、IMAGICA、東京オフラインセンター
- 制作協力：D.Walker
- 編成：宇喜多宏美、馬渕真太郎
- AD：榮虎太朗、会田美穂奈、瀬川諒介、兵庫愛理、片桐啓吾
- ディレクター：山本健矢、中西正太、土井功輔、田中晋平
- 演出：北野貴章
- プロデューサー：熊谷和也、米山聡（以前はディレクター）、三藤豊（UNITED PRODUCTIONS）、海老沢まどか（D.Walker、以前はAP）
- ゼネラルプロデューサー：小田隆一郎
- 制作：テレビ朝日ビジネスソリューション本部 コンテンツ編成局第1制作部
- 製作著作：テレビ朝日

### 過去のスタッフ
- 構成：佐藤満春[23]、大平将貴、エモペイ、天野舞
  - 佐藤、大平、エモペイ、天野は2022年4月改編から
- TM：福元昭彦、大槻和也
- カメラ：渡部公臣
- 美術：吉居真夏
- 美術進行：高木由樹、十時健太、金補旻
- デザイン：村上由季、濱野恭平
- 編成：新谷拓也、泉良樹、大塚脩平、安部旭紘
- AD：川田翔吾、永井克典、横山暖、宮本百那、登井茉緒、山下祐樹、大島菜々、富山沙耶、今戸健人、岩井健太郎、鈴木莉乃、荒井奎人、小林直裕、阿部僚介、前田祐里
- AP：岩崎ちひろ、小林未来、多田圭花
- ディレクター：山本恵至、宮本大輔、金山将世、岡部知穂、柳川邦顕/藤本達也
- プロデューサー：髙橋正輝、山西雄大、藤井貴代美（D.Walker）
- 演出：近藤正紀
- 制作協力：UNITED PRODUCTIONS